# Lego Batman : L'Héritage du Chevalier Noir
 (2026).
Lego Batman : L'Héritage du Chevalier Noir (LEGO® Batman™: Legacy of the Dark Knight) est un jeu vidéo d'action-aventure en trois dimensions développé par TT Games et édité par Warner Bros. Games. La sortie du jeu sur PC, Nintendo Switch 2, Xbox Series X et S ainsi que sur PlayStation 5 est prévue pour 2026.

## Trame
L'histoire devrait être construite à partir d'une fusion de toutes les aventures de Batman au cinéma, des films de Tim Burton jusqu'au tout récent The Batman, en passant par la trilogie The Dark Knight de Christopher Nolan.

## Système de jeu
Le principe devrait être similaire aux autres jeux LEGO® développés par TT Games, mais devrait comporter des améliorations. Par exemple, le gameplay semble s'inspirer de la série des Batman: Arkham et les combats sont présentés dans un style nouveau. Les joueurs auront également l'option de choisir le mode de difficulté correspondant à leur désir. De plus, le jeu devrait s'inscrire dans la lignée de Lego Star Wars : La Saga Skywalker, dernière création TT Games sortie en 2022, avec un monde ouvert sur la ville de Gotham.

## Développement

### Annonce
La bande-annonce de Lego Batman : L'Héritage du Chevalier Noir est dévoilée lors de la conférence d'ouverture de la Gamescom 2025 et divulguée sur les différents réseaux sociaux des entreprises impliqués dans la création du jeu le 19 août 2025.
Attribution des rôles
Matt Berry interprètera la voix de Bane.